# Андре Марті
Андре Марті (фр. André Pierre Marty; нар. 6 листопада 1886, Перпіньян, Франція — пом. 23 листопада 1956, Тулуза, Франція) — французький комуністичний діяч, член Національних зборів (1924—1955, з перервами), секретар Комінтерну (1935—1943), політичний комісар Комінтерну, командуючий Інтернаціональними бригадами в Іспанії (1936—1938).

## Життєпис

### Ранні роки і служба
Народився 6 листопада 1886 року в родині торговця вином в Перпіньяні у Франції. Марті не вдалося скласти вступні іспити до Військово-морської академії, тому він вивчився на механіка власним коштом. У січні 1908 року влаштувався матросом-механіком на службу у ВМФ Франції. Брав участь у походах до Китаю, Індокитаю, на Балкани і в Марокко. Як водолаз брав участь у піднятті на поверхню торпедного катера «Таку» у 1911 році. 
Марті був ініційований у масонську ложу «Королівське мистецтво Святого Іоанна» в Перпіньяні, що перебувала під юрисдикцією Великої ложі Франції, куди його прийняли завдяки поруці свого покровителя — інженера-будівельника Моньє. Він також брав участь у зборах Шотландської ложі, що перебувала під юрисдикцією Великої ложі Франції. 
У червні 1914 року Марті, який тоді був другим майстром, посів перше місце на конкурсі студентів-інженерів. Отримавши звання інженера-механіка 2-го класу, у липні 1917 року він був призначений начальником машинного відділу на ескадрений торпедний міноносець «Проте».

### Перший арешт і подальша політична діяльність
Після перемир'я 11 листопада 1918 року «Проте» увійшов до складу ескадри, відправленої в Чорне море поблизу Одеси для боротьби з російським революційним повстанням. 
У 1919 році Марті опинився в епіцентрі матроського заколоту. Андре був заарештований 16 квітня, що призвело до масштабного повстання вже через три дні. Невдоволення ситуацією Марті почалися ще в лютому як через погане харчування, так і через розчарування від того, що його не демобілізували після закінчення війни, а також із солідарності з російськими комуністами. Марті виношував план захоплення «Проте» і входу в Одеський порт з червоним прапором замість французького. Спочатку ув'язнений на березі в Галаці (Румунія), він був переведений 23 квітня на лінкор «Вальдек-Руссо». Військова рада, скликана в липні в Константинопольській гавані, засудила Марті до двадцяти років каторги.
Молода комуністична партія Франції підтримала Марті через орган молодіжних комуністів «Авангард». Згодом кампанія на його захист набрала обертів, його захищали Комітет соціального захисту та Комітет моряків Франції. Згодом ім'я Марті стало символом, він був обраний до Московської ради робітничих заводу «Динамо». Балотувався за списками комуністів і був обраний міським радником Парижа, а згодом генеральним радником, весь цей час перебуваючи в ув'язненні.
Врешті-решт був помилуваний у 1923 році завдяки втручанню депутатів-масонів і незабаром вступив до Французької омуністичної партії. Він залишив масонство, був обраний депутатом у 1924 році і став членом Центрального комітету Молодої комуністичної партії в 1926 році. 
4 листопада 1924 року на ескадреному міноносці «Незаможник» здійснив візит до міста Миколаїв.12 листопада 1927 року був нагороджений орденом Червоного Прапора.

### Другий арешт

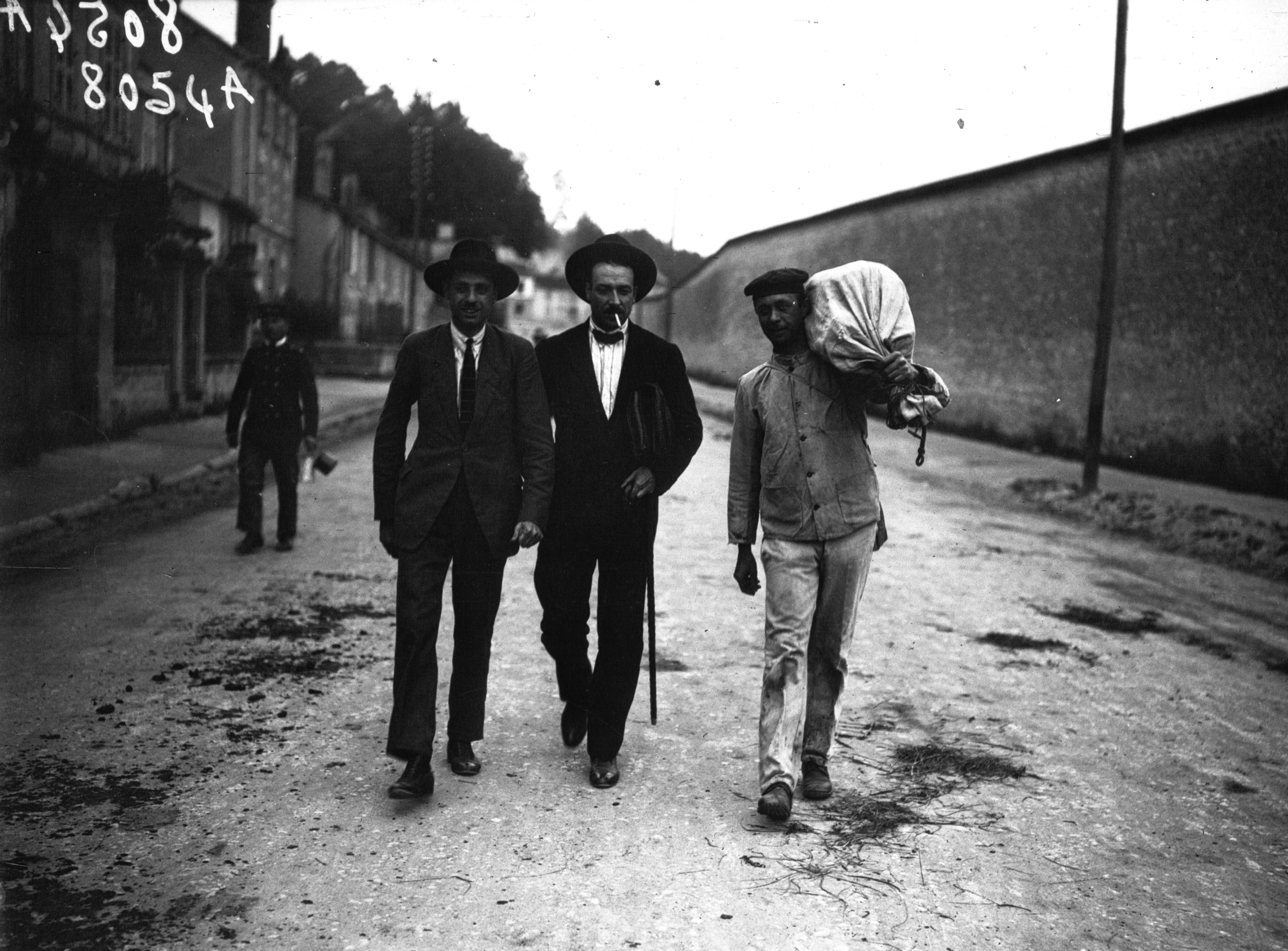
Марті виходить з в'язниці Клерво зі своїм братом (1923)

У 1927 році, як і багато інших комуністичних лідерів, Марті був засуджений і ув'язнений у в'язниці Санте за антимілітаристську діяльність. З 1931 року він все більше залучається до роботи в апараті Комуністичного Інтернаціоналу (Комінтерну), представляючи французьку секцію. У 1935 році Марті був призначений до президії та секретаріату, ставши найвищою посадовою особою з французів у Комінтерні. У 1932 році він також увійшов до складу політичного бюро Французької комуністичної партії. У 1933—1934 роках, не вказуючи свого імені, очолював газету «L'Humanité».
З жовтня 1921 року, в рамках кампанії за звільнення «чорноморських заколотників», Комуністична партія Франції висунула Андре Марті на повторні вибори. До червня 1923 року він 42 рази обирався муніципальним радником, генеральним радником та радником округу. Хоча ці вибори були визнані недійсними, вони популяризували ім'я Марті.
У 1945 році виборці Парижа знову відправили Андре Марті до Установчих зборів, а потім до Палати депутатів. Виключений з Французької комуністичної партії в 1953 році, він залишався членом парламенту до виборів 1956 року.

### Іспанська війна
Під час громадянської війни в Іспанії, у 1936 році Комінтерн призначив його генеральним інспектором Інтернаціональних бригад. Марті залишався в Іспанії до кінця війни в 1939 році. У Франції він зазнав жорсткої критики з боку анархістської газети «Le Libertaire».
У серпні 1936 року Андре Марті був направлений Комінтерном до іспанського республіканського уряду для організації того, що згодом стало Інтернаціональними бригадами. Йому було присвоєно звання «генерального інспектора інтернаціональних бригад». На додаток до свого високого рангу в Комінтерні, він також цілком підходив на цю посаду завдяки знанням іспанської та каталонської мов, а також своїм досвідом морського офіцера. Він мав зв'язок з Інформаційною групою — розвідувальною службою, створеною Радянським Союзом під керівництвом Марселя Розенберга, радянського посла в Іспанії. Організація, підпорядкована Генріху Ягоді, голові НКВС, полювала на троцькістів та анархістів.
Інтернаціональні бригади базувалися в Альбасете. Відносини Марті з іспанцями невдовзі погіршилися і його відкликали до Москви, де той був призначений відповідальним за латиноамериканські справи, але Марті наполягав на поверненні до Іспанії. Коли він повернувся до Альбасете в жовтні 1937 року, йому довелося прийняти управління від Пальміро Тольятті.
Марті був відомий своїми жорстокими методами наведення порядку, через що отримав прізвисько «м'ясник Альбасете». Саме тому в романі «По кому подзвін» Гемінґвей виставив Андре Марті (у романі він мав ім'я Андре Массарт) у вкрай негативному світлі. У своїх спогадах про іспанську війну, вперше опублікованих на їдиші у 1956 році і виданих у французькому перекладі Марини Антіпової у 2012 році, польський бригадир Сиґмунт Штайн, який знав Марті в Альбасете, змальовує його як кровожерливого сталініста, який наганяв жах на своїх товаришів по службі.
У звіті за листопад 1937 року Тольятті наполягав на тому, що Марті повинен «докорінно змінити свої методи роботи» і «уникати втручання у військово-технічні справи бригад», але в січні 1938 року він хвалив Марті за його поведінку, хоча й згадував про його «іноді досить грубу манеру поводження з товаришами». 
В архівах Комінтерну зберігається доповідь від 19 лютого 1937 року «Про загальне становище інтернаціональних бригад і сил», в якій Марті він радить «ліквідувати Мальро». Він також був причетний до засудження і страти Гастона Деласаля в рамках боротьби з анархістами і членами Робітничої партії марксистського об'єднання. На думку історика Хав'єра Рубіо, рішення про страту коменданта Деласаля «було каральною акцією для запобігання падінню моралі бригадирів» або особистою помстою з боку Марті, оскільки Деласаль очевидно зірвав революційні плани Марті в Чорному морі в 1919 році.
Андреу Нін, лідер Робітничої партії марксистського об'єднання (РПМО), був убитий за наказом Олександра Орлова після доносу Марті. Марті також доніс Сталіну на Михайла Кольцова за його троцькістські ухили, а також на його дружину Марію Остен, звинувативши її в тому, що вона була таємним агентом німецьких спецслужб. На підставі цих звинувачень вони були заарештовані після повернення до Москви і розстріляні за шпигунство.
Арно Іматц, фахівець з громадянської війни в Іспанії, стверджує, що Андре Марті був відповідальним за смерть понад 500 інтернаціональних бригадирів. Жан Шентрон визнає «сталінську сліпоту» Марті по відношенню до членів РПМО, але заперечує бачення Гемінґвеєм кровожерливого Марті. Історик Філіп Робріє, що спеціалізується на вивченні комунізму у Франції, бачить у Марті «ентузіаста і дещо міфологізованого фанатика», але не організатора сталінських злочинів, скоєних НКВС в Іспанії.

### Друга світова війна
Навесні 1939 року Громадянська війна в Іспанії закінчилася. Замість того щоб повернутися до Франції, Марті вирушив до СРСР, працювати для Комінтерну.
З Москви, коли у Франції вся комуністична преса була заборонена урядом Даладьє, 4 жовтня 1939 року він опублікував лист до Леона Блюма в тижневику «Monde», що видавався в Брюсселі, за що був заочно засуджений до чотирьох років каторжних робіт і позбавлений французького громадянства.
Особливо сильно піклувався про те, щоб керівництво Французької комуністичної партії дотримувалося політичної лінії, продиктованої Москвою, і виступило проти «імперіалістичної війни». Посилаючись на дії депутатів-комуністів, які проголосували за військові кредити та їхню вересневу декларацію в дусі «Національного союзу», він підготував справжній обвинувальний акт проти керівництва партії. Зокрема, в маніфесті від 14 жовтня він звинуватив їх у тому, що вони не містять «жодного звинувачення проти Даладьє та діючого уряду» і не відображають «достатньою мірою позицію соціал-демократії».
Марті працював у Комінтерні аж до його розпуску в травні 1943 року. У жовтні 1943 року він прибув до Алжиру, щоб представляти Комуністичну партію Франції у тимчасовому уряді де Голля і засідати в Консультативній асамблеї.

### Післявоєнні роки
Кар'єра Андре Марті фактично закінчилася, коли Етьєн Фажон звинуватив Марті та його колишнього товариша по службі у флоті Шарля Тійона у співпраці з поліцією. Справа Марті-Тійона, що тягнулася кілька місяців, завершилася виключенням Марті з Комуністичної партії Франції 7 грудня 1952 року. Книги Марті було вилучено, а його портрет і згадки про нього було виключено з радянських підручників історії.
Після марних спроб апелювати до влади Сталіна і остаточно зблизившись з анархістами і троцькістами, 23 листопада 1956 року Марті помер від раку легенів.

## Пам'ять
- Ім'я Андре Марті певний час носили Суднобудівний завод імені Андре Марті (Миколаїв, нині — Чорноморський суднобудівний завод), Судноремонтний завод імені Андре Марті (Одеса, нині — ОСП «Суднобудівельня «Україна» Одеського морського торговельного порту), Суднобудівний завод імені Андре Марті (Ленінград, нині не існує).
- На честь Марті були названі вулиці у Львові (нині — вулиця Хімічна), Миколаєві (нині — вулиця Рюміна), Одесі (нині — Волзький провулок), Астані, Владивостоці (нині — вулиця Муравйова-Амурського) та Єкатеринбурзі (нині — вулиця Мельківська).
- Короткий час село Кам'яне Новобузького району називалося селом Андре Марті і входило до складу Андре-Мартівської сільської громади[17].
- У січні 1922 року до складу морських сил Чорного моря увійшов міноносець «Строгий», який у липні 1923 року дістав назву «Марті».
- У 1933—1936 роках на Суднобудівному заводі імені Андре Марті в Ленінграді колишню імператорську яхту «Штандарт» переобладнали на мінний загороджувач, а за наказом командувача Морськими силами Балтійського моря Л. М. Галлера від 22 січня 1934 року її перейменували на «Марті». У 1948 році, після публікації в газеті «L'Humanité» статті Андре Марті з критикою на адресу ВКП(б) і особисто Й. В. Сталіна, знову змінила назву на «Ока»[18].